# Nicola Fairbrother
Nicola Kim Fairbrother (ur. 14 maja 1970 w Henley-on-Thames) – brytyjska judoczka. Dwukrotna olimpijka. Srebrna medalistka z Barcelony 1992 i piąta w Atlancie 1996 w kategorii 56 kg. Dwukrotna medalistka mistrzostw świata, wygrała zawody w 1993 a w 1991 zajęła trzecie miejsce. Zdobyła pięć medali na mistrzostwach Europy. Pięć razy stanęła na najwyższym stopniu podium, w 1992, 1993 i 1995 roku. 
- Turniej w Barcelonie 1992

Wygrała z Barbarą Eck z Austrii, Catherine Arnaud z Francji i Nicole Flagothier z Belgii, a w finale przegrała z Miriam Blasco z Hiszpanii.
- Turniej w Atlancie 1996

Wygrała z Magali Baton z Francji, Raoudhą Chaari z Tunezji, Beatą Kucharzewską i Zulfiją Garipową z Rosji, a przegrała z Driulis González z Kuby i Isabel Fernández z Hiszpanii.